# Kevin McNally
Kevin Robert McNally (Bristol, 27 april 1956) is een Brits acteur.

## Biografie
McNally werd geboren in Bristol en groeide op in Birmingham, waar hij de middelbare school doorliep aan de Central Grammar School for Boys. Zijn eerste professionele optreden als acteur was op zestienjarige leeftijd in het Birmingham Repertory Theater. In 1973 mocht hij met een beurs naar het Royal Academy of Dramatic Art in Londen, hier won hij in 1975 de Beste Acteur Bancroft Gouden Medaille.
McNally begon in 1976 met acteren voor televisie in de televisieserie Plays for Britain, waarna hij in nog meer dan 135 rollen speelde in televisieseries en films. Hij is vooral bekend van zijn rol als Joshamee Gibbs in de filmserie van Pirates of the Caribbean. 
McNally is getrouwd met actrice Phyllis Logan met wie hij een zoon heeft. 

## Filmografie

### Films
Selectie:
- 2017 Pirates of the Caribbean: Dead Men Tell No Tales - als Joshamee Gibbs
- 2015 Legend - als Harold Wilson
- 2011 Pirates of the Caribbean: On Stranger Tides - als Joshamee Gibbs
- 2009 Margaret - als Kenneth Clarke
- 2008 Valkyrie - als dr. Carl Goerdeler
- 2007 Pirates of the Caribbean: At World's End - als Joshamee Gibbs
- 2006 Scoop - als Mike Tinsley
- 2006 Pirates of the Caribbean: Dead Man's Chest - als Joshamee Gibbs
- 2004 The Phantom of the Opera - als Buquet
- 2003 Pirates of the Caribbean: The Curse of the Black Pearl - als Joshamee Gibbs
- 2003 Johnny English - als minister
- 1999 Entrapment - als Haas
- 1998 The Legend of 1900 - als senator Wilson
- 1998 Sliding Doors - als Paul
- 1997 Spice World - als politieagent
- 1987 Cry Freedom - als Ken
- 1985 The Berlin Affair - als Heinz von Hollendorf
- 1980 The Long Good Friday - als Ierse tiener
- 1977 The Spy Who Loved Me - als HMS Ranger

### Televisieseries
Selectie:
- 2022-2024 The Wingfeather Saga - als Podo Helmer (stem) - 12 afl.
- 2024 Alex Rider - als Max Grendel - 3 afl.
- 2024 Silent Witness - als professor Peter Cherry - 2 afl.
- 2023 Lovely Little Farm - als Darling Donkey (stem) - 6 afl.
- 2020 The Crown - als Bernard Ingham - 5 afl.
- 2018-2020 Das Boot - als Jack Greenwood - 6 afl.
- 2019 Catherine the Great - als Alexi Orlov - 4 afl.
- 2019 Dad's Army: The Lost Episodes - als kapitein Mainwaring - 3 afl.
- 2018 The Outpost - als The Smith - 6 afl.
- 2018 Unforgotten - als James Hollis - 6 afl.
- 2014-2017 TURN - als rechter Richard Woodhull - 40 afl.
- 2016-2017 Designated Survivor - als generaal Harris Cochrane - 6 afl.
- 2016 Power Monkeys - als Spencer - 6 afl.
- 2013 The Mill - als mr. Timperley - 4 afl.
- 2011-2012 Downton Abbey - als Horace Bryant - 3 afl.
- 2011-2012 Supernatural - als Frank Devereaux - 4 afl.
- 2007 Life on Mars - als Harry Woolf - 2 afl.
- 2002 Bedtime - als Simon - 6 afl.
- 1997-1999 Dad - als Alan Hook - 13 afl.
- 1997 Underworld - als mr. Jezzard - 5 afl.
- 1996 Frontiers - als Graham Kirsten - 6 afl.
- 1993 Love and Reason - als Phil Spencer - 3 afl.
- 1993 Full Stretch - als Baz Levick - 6 afl.
- 1989 Hard Cases - als Richard Pearce - 7 afl.
- 1984 Doctor Who - als Hugo Lang - 4 afl.
- 1984 Diana - als Jan Leigh - 8 afl.
- 1983 The Hard Word - als Nigel Wood - 6 afl.
- 1977 Poldark - als Drake Carne - 13 afl.
- 1976 I, Claudius - als Castor - 4 afl.

### Computerspellen
- 2019 Kingdom Hearts III - als Joshamee Gibbs
- 2013 Disney Infinity - als Joshamee Gibbs
- 2013 Assassin's Creed III: The Tyranny of King Washington - als Robert Faulkner
- 2012 Assassin's Creed III - als Robert Faulkner
- 2007 Pirates of the Caribbean: At World's End - als Joshamee Gibbs

- Bibliothèque nationale de France: cb140714564 (data)
- Gemeinsame Normdatei: 1045801208
- International Standard Name Identifier: 0000 0001 1476 7382
- Library of Congress Control Number: no97011138
- MusicBrainz: 9664a23e-a727-4c07-9a65-98d51ea23150
- Nationale Bibliotheek van Tsjechië: xx0083200
- Nationale Bibliotheek van Israël: 987007330132405171
- Virtual International Authority File: 85849681
- WorldCat: E39PBJvcYWQHkRTxjJJFwh78md